# Bergera
Bergera es un género con nueve especies de plantas de flores perteneciente a la familia Rutaceae. 

## Especies seleccionadas
- Bergera compressa
- Bergera inodora
- Bergera integerrima
- Bergera integrifolia
- Bergera koenigii
- Bergera nitida
- Bergera ternata
- Bergera villosa
- Bergera wallachii